# Men Without Hats
Men Without Hats är ett kanadensiskt new wave-band som bildades 1977 i Montréal i Kanada av de kanadensiska bröderna Ivan och Stefan Doroschuk. Men Without Hats är mest kända för deras hitsingel The Safety Dance från 1982.

## Bakgrund
Ivan är bandets ledare och som sådan skrev han de flesta av bandets texter samt stod för de vokala insatserna. 1980 släpptes bandets första EP, Folk of the 80's. Efter att ha fått avslag från alla större skivbolag i Kanada skrev de kontrakt med Statik records i England.   
1982 släpptes deras första fullängdsalbum Rhythm of Youth, från vilken singeln The Safety Dance blev en stor hit, plats 3 på Billboard, och plats 6 på UK Singles Chart.
1987 fick de ytterligare en hitsingel i Pop goes the world som blev etta i Österrike, och tvåa i hemlandet Kanada samt plats 20 på Billboard.
Sångaren och låtskrivaren Ivan blev 2020 invald i Canadian Songwriters Hall of Fame (CSHF).

## Diskografi
Studioalbum
- 1982 – Rhythm of Youth
- 1984 – Folk of the 80's (Part III)
- 1988 – Pop Goes the World
- 1989 – The Adventures of Women & Men Without Hate in the 21st Century
- 1991 – Sideways
- 2003 – No Hats Beyond This Point
- 2012 – Love in the Age of War
- 2022 – Again Part 2

EP
- 1980 – Folk of the 80's
- 1985 – Freeways

Singlar
- 1982 - Antartica / Modern Dancing
- 1982 - I Got the Message / The Great Ones Remember
- 1982 - Living in China
- 1983 - The Safety Dance / Living in China
- 1983 - I Like / Things in My Life
- 1984 - Where Do the Boys Go? / Eurotheme
- 1987 - Pop Goes the World / The End of the World
- 1987 - Moonbeam / Jenny Wore Black
- 1989 - Hey Men / Underneath the Rainbow
- 1998 - The Safety Dance UK-Remix
- 2012 - Head Above Water

Samlingsalbum
- 1996 – Collection
- 1997 – Greatest Hats
- 1998 – The Very Best of Men Without Hats
- 2006 – My Hats Collection
- 2008 – The Silver Collection (plus bonus DVD)